# 三语掾
三语掾指西晋一次关于玄学的谈话中阮瞻的回答“将无同”。意思是提倡名教的儒家与宣扬自然的道家其实互通。后世用作对公府僚佐官的美称。

## 历史
西晋司徒王戎问阮瞻，儒家提倡名教，老庄宣扬自然，二者有何差异。阮瞻以“将无同”三字作答，而实言相同。时人谓之“三语掾”。